# 二部形式
楽曲の全体が2つの部分から成っている楽曲の形式を二部形式（にぶけいしき）という。これは、唱歌形式の1つである。
一部形式を除けばもっとも単純な形式であるが、すべての形式の基礎になる形式であって、他のすべての形式は二部形式の変形であるといえる。最も典型的な二部形式は次のようである。
| A | A  | B | B                        |
| - | -- | - | ------------------------ |
| a | a' | b | a' （またはa" ないしb'） |

この図において、同じ記号(a'とa')は（メロディーが）同一であること、ダッシュ（'）の有無は、それらが類似していること、異なる記号(AとB、aとb)は異なっていることを示す。
典型的な二部形式では曲尾はもちろん、Aの最後も終止感があるように、逆にAおよびBの途中では終止感がないように書かれる。各セクションはほぼ均等の長さに書かれ、最も典型的なものは、a、a'(")、b(')がそれぞれ4小節となる。

bの部分を「ブリッジ」または「さび」と呼ぶことがある。（「さび」は、リフレイン形式のリフレインの意味に使われることもある）
発展した二部形式では、それぞれのセクションが長くなる。これらの中には、Aの最後を属調（短調の楽曲にあってはしばしば平行調）で終わるものもあり、ソナタ形式を予感させる。
AとBは、それぞれ次のように習慣的な反復記号が付けられることがある。
| 反復開始 | A | 反復終了                             | B |          |
|          | A | 反復開始                             | B | 反復終了 |
| 反復開始 | A | 反復終了と反復開始が背中合わせの記号 | B | 反復終了 |

これらの反復記号は、曲のタイプによっては、習慣的に、演奏時に反復を省いてよいとされているものがあるといわれている。

## 二部形式による著名な楽曲

### 童謡・唱歌
- ちょうちょう
- 春の小川
- 荒城の月
- 花
- 村の鍛冶屋
- 早春賦

### ポップス・流行歌
- 蒲田行進曲:川崎豊ほか
- たばこ屋の娘
- 君待てども:平野愛子
- 君戀し:二村定一
- テネシーワルツ: Patti Page
- 絶唱（舟木一夫）
- 霧氷（橋幸夫）
- 知床旅情:森繁久彌